# Andrija Sušac
Andrija Sušac (18. rujna 1972.), bivši hrvatski nogometaš i nogometni trener iz Bosne i Hercegovine. 

## Karijera

### Igračka karijera
Tijekom 1990-ih je igrao za NK Široki Brijeg i HNK Brotnjo Čitluk. Sa Širokim je u sezoni 1997./98. bio prvak Herceg-Bosne. Godine 2000. je s Brotnjom pobijedio u doigravanju za prvaka BiH te igrao u europskim natjecanjima. Još je igrao za HNK Ljubuški.
Bio je član reprezentacije Herceg-Bosne na prijateljskoj utakmici s Paragvajom u Asunciónu 1996. godine.

### Trenerska karijera
Nakon igračke karijere bavi se trenerskim poslom. Bio je prvi trener MNK Brotnjo Čitluk.

## Vanjske poveznice
- Profil na transfermarkt.com